# Non serviam
Non serviam ("non servirò") è una locuzione latina generalmente attribuita a Lucifero per esprimere il suo rifiuto al servire Dio nel regno dei cieli.
Oggi non serviam è utilizzata o riferita anche come motto da politici, persone di cultura e religiosi che intendono esprimere la loro volontà di ribellione; può essere usata per esprimere un punto di vista radicalmente contrario ad un'opinione legata al consenso e correlata con il principio di autorità. L'espressione viene a volte utilizzata dai modernisti per esprimere completo e totale rifiuto, a volte anche in modo rivoluzionario, non soltanto degli argomenti religiosi ma anche politici, sociali e morali.
Nella Vulgata latina il profeta Geremia 2, 20 lamenta che il popolo di Israele dica "Non serviam" per esprimere un radicale rifiuto di Dio: tale espressione è così entrata in uso negli ambienti di religione cristiana ed in particolare cristiana cattolica per indicare il rifiuto consapevole e radicale di Dio, per analogia con quello di Lucifero. Le parole sono state così attribuite a Lucifero stesso.